# Südkoreanische Badmintonmeisterschaft 1974
Die Südkoreanische Badmintonmeisterschaft 1974 fand Ende Dezember 1974 in Seoul statt. Es war die 18. Austragung der nationalen Titelkämpfe von Südkorea im Badminton.	

## Finalergebnisse
| Disziplin    | Sieger         | Finalist    | Ergebnis    |
| ------------ | -------------- | ----------- | ----------- |
| Herreneinzel | Han Sung-kwi   | Kim Eui-gon | 2-0         |
| Dameneinzel  | Song Hyang-sun | Ok Bok-eun  | 2-0         |
| Herrendoppel | keine Daten    | keine Daten | keine Daten |
| Damendoppel  | keine Daten    | keine Daten | keine Daten |
| Mixed        | keine Daten    | keine Daten | keine Daten |